# Dome Karukoski
Thomas "Dome" Karukoski (ˈdome ˈkɑruˌkoski; nascut el 29 de desembre de 1976) és un director de cinema finlandès. Se'l considera un dels directors de cinema d'èxit de Finlàndia, després d'haver guanyat més de 30 premis de festivals i d'haver dirigit sis llargmetratges que es van convertir en grans èxits al seu país d'origen i també van rebre reconeixement internacional.

## Primers anys
Karukoski va néixer a Nicòsia, Xipre. La seva mare és la periodista sueco-finlandesa Ritva Karukoski, i el seu pare era l'actor i poeta estatunidenc George Dickerson. Es va traslladar a Finlàndia des de Xipre amb la seva mare quan tenia 5 anys.
El 1999, va ser un dels 3 nous estudiants admesos a la Universitat d'Art i Disseny de Hèlsinki especialitzat en direcció; no tenia cap experiència prèvia dirigint o subjectant una càmera.

## Carrera
El seu llargmetratge de debut Tyttö sinä olet tähti (la bella i el bastard) es va presentar al 56è Festival Internacional de Cinema de Berlín i al Festival de Cinema de Tribeca el 2006. La pel·lícula, protagonitzada per Pamela Tola, es refereix als joves de Finlàndia que es troben atrapats entre les carreres convencionals i formes de vida més alternatives. La partitura de la pel·lícula conté música pop finlandesa contemporània, especialment hip-hop i rap.
El segon llargmetratge de Karukoski Tummien perhosten koti (la llar de les papallones fosques) es va estrenar a Finlàndia el gener de 2008. És un drama sobre Juhani, un nàufrag de 13 anys enviat a una casa. per a nois d'una illa. Va ser nominada en deu categories als Premis Nacionals de Cinema finlandesos, i aquesta vegada Karukoski va guanyar el premi al millor director. També fou seleccionada per representar Finlàndia als Premis de Cinema del Consell Nòrdic i als Oscars.
El seu setè llargmetratge, un biopic de la vida de l'icònic artista fetitxe gai Touko Laaksonen, que es va estrenar el 2017, ha estat la seva obra més coneguda. Aquest projecte es va anunciar al Festival Internacional de Cinema de Toronto de 2013.
El 2019 va dirigir una pel·lícula sobre l'escriptor J. R. R. Tolkien, que descriu els seus anys de formació com a adolescent i jove durant la Primera Guerra Mundial. La pel·lícula va ser realitzada per Chernin Entertainment per a Fox Searchlight.

## Vida personal
Karukoski ha estat molt obert en públic sobre la seva infància quan va patir assetjament escolar entre els 7 i els 14 anys. L'assetjament va començar després que es va traslladar de Xipre a Finlàndia. Per les seves experiències ha participat en nombrosos actes i projectes contra l'assetjament escolar a les escoles.
El 2013, Karukoski es va casar amb la seva parella de sempre, Nadia. El seu fill, Oliver, va néixer l'any 2014.

## Filmografia

### Pel·lícules
- Tyttö sinä olet tähti (2005)
- Tummien perhosten koti (2008)
- Kielletty hedelmä (2009)
- Napapiirin sankarit (2010)
- Burungo (2011)
- Leijonasydän (2013)
- Mielensäpahoittaja (2014)
- Tom of Finland (2017)
- Tolkien (2019)

### Televisió
- Suojelijat (Episodis 2 i 5, 2008)
- Veljet (2008)
- Maailmanparantaja (2010)
- The Beast Must Die (2021)

### Vídeos musicals
- Jenni Vartiainen: Tunnoton (2007)